# Joaquín Sabina
Joaquín Ramón Martínez Sabina (Úbeda, Jaén, 12 de febrero de 1949) es un cantautor, poeta y pintor español. Su estilo musical fusiona géneros como la trova, el rock en español, el pop y el folk.
Ha publicado diecisiete discos de estudio y siete en directo, y ha colaborado con distintos artistas cantando dúos y realizando otras colaboraciones. Los álbumes en directo son grabaciones de actuaciones en las que ha intervenido en solitario o junto con otros artistas: La mandrágora (1981), junto a Javier Krahe y Alberto Pérez; Joaquín Sabina y Viceversa en directo (1986), junto a la banda Viceversa; Enemigos íntimos (1998) junto a Fito Paez; Nos sobran los motivos (2000) y Dos pájaros de un tiro (2007) junto a Joan Manuel Serrat. Se estima que ha vendido más de diez millones de discos y también ha compuesto para otros artistas como Ana Belén, Andrés Calamaro o Miguel Ríos, entre otros. En su faceta literaria ha publicado nueve libros con recopilaciones de letras de canciones o poemas publicados en el semanario Interviú.
En 2001 sufrió un leve infarto cerebral que puso su vida en peligro, recuperándose unas pocas semanas más tarde sin sufrir secuelas físicas, pero viéndose inmerso en una importante depresión, lo que le llevó a abandonar los escenarios un tiempo. Durante su retiro, publicó Dímelo en la calle (2002), al que seguiría su decimoctavo álbum, Alivio de luto (2005), cuyas canciones reflejan cómo influyó el incidente en su forma de pensar. Consiguió tres discos de platino por Vinagre y rosas (2009) y uno de oro por Lo niego todo (2017), sus últimos discos hasta el momento.

## Biografía

### Primeros años
Joaquín Sabina nació el 12 de febrero de 1949 en el municipio de Úbeda (Jaén, España), segundo hijo de Adela Sabina del Campo, ama de casa y de Jerónimo Martínez Gallego, inspector de policía. Cursó sus estudios primarios con las monjas carmelitas y con catorce años comenzó a escribir poemas y a componer música en una banda formada con sus amigos llamada Merry Youngs, que se dedicaban sobre todo a versionar a cantantes de rock como Elvis Presley, Chuck Berry o Little Richard.
Por esa época, tuvo a su primera novia, Virtudes Antero «Chispa», que le sirvió como inspiración para crear algunos poemas de amor. Esta relación fue un poco accidentada ya que el padre de Chispa, un notario de Úbeda, se opuso a ella desde un principio y algunos años después, siendo Joaquín universitario, se llevó la hija consigo a Granollers con el fin de apartarla definitivamente de él. Pero Joaquín emprendió, en compañía de un amigo, un viaje en su busca y se instaló en una tienda de campaña junto a la casa familiar de Chispa. Los dos jóvenes se escaparon juntos recalando finalmente en el Valle de Arán (Lérida) donde vivieron juntos unos días, disfrutando del vino y la lujuria.
Posteriormente, cursó el bachillerato en los salesianos. En esa época siguió escribiendo versos y leyó a fray Luis de León, Jorge Manrique y José Hierro pero también a Marcel Proust, James Joyce y Herbert Marcuse. El día en que aprobó cuarto y reválida su padre quiso recompensar a Joaquín con un reloj de pulsera, a lo que él se negó manifestando que prefería una guitarra; petición que fue satisfecha. En cambio, su hermano mayor sí que aceptó el reloj y, según Joaquín, ese pequeño detalle sería el que los empezaría a distanciar: su hermano se acabaría convirtiendo, como el padre de ambos, en policía, y él, en cantante.

### Exilio en Londres (1968-1976)
En 1968 se trasladó a Granada para matricularse en la Facultad de Filosofía y Letras e iniciar los estudios de Filología románica en la universidad de la ciudad, donde descubrió la poesía de César Vallejo y Pablo Neruda. Joaquín vivió por primera vez con una mujer, llamada Lesley, que preparaba su tesis de español en Granada.
Su ideología izquierdista le llevó a relacionarse con movimientos contrarios al régimen franquista. Ese mismo año, tras la declaración del estado de excepción, su padre, que era comisario en Úbeda, recibió la orden de detenerlo por pertenecer al Partido Comunista. En 1970 comenzó a colaborar con la revista Poesía 70, donde coincidió con otros autores como Luis Eduardo Aute o Carlos Cano. En ese mismo año, lanzó un cóctel molotov contra una sucursal del Banco de Bilbao en Granada en protesta por el proceso de Burgos, por lo que se vio obligado a exiliarse. Como no tenía pasaporte, no pudo salir inmediatamente del país, pero conoció a un hombre, Mariano Zugasti, que, tras unas horas de conversación, le cedió el suyo. Con nombre falso y acompañado de Lesley, Joaquín puso rumbo a París, donde pasó unos meses, y posteriormente a Londres, donde vivió como squatter —okupa— durante su primer año de estancia en la ciudad.
Sabina necesitó sensibilizar a la opinión pública a su favor, ya que de otro modo sería repatriado a España, y gracias a Lesley consiguió que le hicieran una entrevista y presentara su caso. El Daily Mirror publicó que a su vuelta a España le esperaría la pena de muerte, pero consiguió que las autoridades británicas le concedieran el asilo político por un año. Se marchó a vivir a Edimburgo con Lesley. Permanecieron allí cuatro meses, tras los cuales se marchó a Londres y abandonó a Lesley.
Durante esta época, su casa en Londres sirvió de refugio para miembros de la banda terrorista ETA. Años más tarde afirmó que «la izquierda de este país, a la que orgullosamente he pertenecido y creo pertenecer, debiera pedir perdón por su complacencia con ETA durante muchos años. Yo tuve en mi casa de Londres a etarras y era una gente encantadora que pegaban tiros en la nuca, algo que nos parecía una cosa muy graciosa en ese momento. Y hacíamos mal. Porque de aquellos polvos vinieron estos lodos. Así que creo que la gente como yo está muy obligada a estar muy en contra y a decirlo muy alto por cobardes que sean. Y yo lo soy como el que más».
En Londres, realizó distintas actividades culturales: cooperó con el Club Antonio Machado, al que asistían asiduamente emigrantes y exiliados; escribió sus primeras canciones y organizó un cineclub donde se exhibían películas de Luis Buñuel, prohibido entonces en la España franquista, y reconstruyó el grupo de teatro Juan Panadero, que montó obras teatrales como La excepción de la regla, de Bertolt Brecht, y El cepillo de dientes, de Jorge Díaz. Se ganó la vida cantando en el metro, restaurantes y cafés. En 1974, según una de las anécdotas más divulgadas sobre su vida, George Harrison se encontraba en el bar Mexicano-Taberna celebrando su cumpleaños y Sabina actuó para él. El exbeatle le dio una propina de cinco libras. En algunas entrevistas, Sabina relató que conservaba el billete que recibió como un tesoro, en otras que lo perdió en una mudanza y en otras ocasiones ha desmentido su propia leyenda —«En realidad, me los bebí aquella misma noche»—. Durante ese tiempo mantuvo una relación con una mujer llamada Sonia.
En 1976 publicó el libreto de canciones Memoria del exilio y comenzó a organizar conciertos para la colonia de exiliados españoles en Reino Unido, en los que actuaron entre otros Paco Ibáñez, Lluís Llach, Francesc Pi de la Serra y Elisa Serna. Estos versos constituirían el grueso principal dos años más tarde de su primer disco, Inventario. El libro fue editado por la editorial Nueva Voz, con una tirada de 1000 ejemplares que el propio Sabina se encargó de distribuir por el área de Portobello Road; vendió hasta el último de ellos gracias a su don de gentes y a las muchas amistades trabadas en el más de medio lustro transcurrido en la capital británica. Más tarde compuso la banda sonora de la serie The Last Crusade, de la BBC.

### Regreso a España (1977-1986)

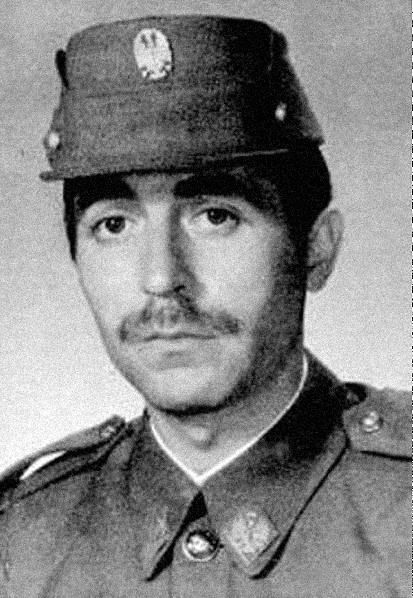
Joaquín Sabina como recluta, c. 1978.

En 1977, dos años después de la muerte de Franco, regresó a España gracias a un pasaporte legal facilitado por Fernando Morán, cónsul español en Londres. En ese mismo año se casó con Lucía Inés Correa Martínez, una argentina que había conocido en Londres durante su exilio. La ceremonia de enlace, eclesiástica, tuvo lugar el 18 de febrero de 1977. En realidad el enlace se celebró con el único propósito de conseguir el «pase de pernocta» —permiso que se da a los soldados para que puedan ir a dormir a sus casas— en el cuartel durante el servicio militar que se había visto obligado a cumplir en Mallorca tras regresar a España. Esto le permitió trabajar en el diario local Última Hora. Su propietario, Pedro Serra, le ofreció quedarse en plantilla, pero rehusó y, al acabar el servicio militar en 1978, se instaló en Madrid con su mujer. Poco después, consiguió editar su primer LP, Inventario. El director de la discográfica CBS, Tomás Muñoz, le había ofrecido su primer contrato con la referencia de su tema «¡Qué demasiao!», que por aquel entonces, interpretada por el cantante Pulgarcito, sonaba en Popgrama, espacio de Televisión Española presentado por Carlos Tena. Empezó a actuar en bares y en los actos electorales de diferentes partidos y sindicatos de izquierdas, como PSP, UGT, PCE y PSOE, así como en actos de la CNT. En esa época realizó entrevistas para Carta de España. Al año siguiente, comenzó a cantar junto a Javier Krahe y Alberto Pérez en el sótano del café madrileño La Mandrágora. Uno de los temas que interpretaron fue «El hombre puso nombre a los animales (Con su bikini)», versión paródica del tema de Bob Dylan «Man Gave Names to All the Animals» que, según parece, el propio autor le prohibió tocar. Al local acudió un día el periodista Fernando García Tola, que los invitó a su programa de televisión Esta noche, presentado por Carmen Maura.
Tras su primer disco, abandonó el perfil prototípico del cantautor, ya que, según él mismo afirmó, el uso de ese término le hacía sentir como si le pusieran un ladrillo en la cabeza y «poeta» le parecía «un traje que le queda demasiado ancho». En 1980 publicó su segundo trabajo, Malas compañías, álbum en el que destacan varios temas que se convirtieron en clásicos, como «Calle Melancolía» o «¡Qué demasiao!», pero muy especialmente «Pongamos que hablo de Madrid», convertido para muchos en una especie de himno oficioso de la ciudad y que fue grabado primero por Antonio Flores, versión que alcanzó el número 1 en el programa de radio Los 40 Principales. En 1981 apareció La mandrágora, disco grabado en directo junto con Krahe y Pérez en el que intentaron recoger el espíritu de sus actuaciones en el local. Además de los conciertos en pubs, tradujo canciones célebres en italiano para la discográfica CBS y compuso para otros artistas como Miguel Ríos y Ana Belén. Comenzó a actuar con la que sería su primera banda, Ramillete de Virtudes y le añadió a su viejo repertorio nuevas composiciones cada vez más orientadas hacia el rock y con más ritmo como «Pisa el acelerador» y «Juana la Loca», canciones que, poco después, formarían parte del que sería su tercer LP —sin contar el disco grabado en La Mandrágora—, Ruleta rusa, publicado en 1984. En 1984 escribió para Diario 16 un artículo de bienvenida a Bob Dylan y ese mismo año grabó con Gloria van Aerssen, de Vainica Doble, «Con las manos en la masa», la sintonía del programa de cocina homónimo de Elena Santonja en Televisión Española. Durante la temporada 1983-1984 actuó además asiduamente en el programa de TVE Si yo fuera presidente, de Fernando García Tola.
Posteriormente, Sabina y Krahe se separaron artísticamente. En 1985 cambió a CBS por Ariola como compañía discográfica, a cambio de mayor libertad artística y para obtener una más alta remuneración. Ese mismo año comenzó a trabajar con Viceversa, banda con la que en 1985 sacó el álbum Juez y parte y, un año después, el disco Joaquín Sabina y Viceversa en directo, grabado en el Teatro Salamanca de Madrid, y que cuenta con la participación como invitados de Javier Gurruchaga y Ricardo Solfa, que interpretaron temas de su anfitrión, y de Luis Eduardo Aute, que le dedicó la canción «Pongamos que hablo de Joaquín». El álbum fue un éxito de ventas y supuso su salto al gran público. Participó en fiestas a favor de un referéndum para la salida de España de la OTAN. También, publicó «Si te he visto no me acuerdo», una canción que relataba los trece años de Felipe González al frente del gobierno de España. En las elecciones municipales apoyó a su amigo Juan Barranco, candidato a la alcaldía de la capital. Además, en marzo de ese mismo año, publicó De lo cantado y sus márgenes, un conjunto de textos que reúne gran parte de los escritos que formaron parte de Memoria del exilio y de las canciones de Inventario.

### Éxito multitudinario (1987-2000)

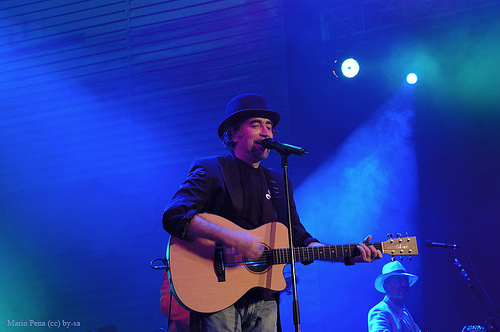
Joaquín Sabina durante un concierto. Al fondo, Antonio García de Diego, 2006.

Los éxitos comenzaron a sucederse con la publicación de sus siguientes elepés. En 1987 vendió más de 400 000 copias de Hotel, dulce hotel, lo que le ayudó a afianzar su éxito. Su antigua compañía, viendo la fama que estaba ganando el artista, publicó sin su consentimiento una colección a la que titularon Joaquín Sabina y todos sus éxitos. Se separó de Viceversa y se asoció con Víctor Claudín y Pedro Sauquillo para dirigir la sala de conciertos Elígeme, en el barrio de Malasaña de Madrid. En 1988 publicó El hombre del traje gris, que estrenó en la Plaza de Toros de Las Ventas de Madrid y después realizó una multitudinaria gira por México, Argentina y Venezuela. El álbum incluía la banda sonora, escrita junto a Pancho Varona, de la película Sinatra. Paco Betriu fue el director de la película, que contó con Alfredo Landa y Maribel Verdú como protagonistas y el propio cantante actuó interpretando un personaje secundario. Ese mismo año, produjo un álbum doble en directo del trío madrileño Los Chichos, obtuvo el divorcio de su mujer, Lucía, y la Junta de Andalucía lo galardonó con la Medalla de Plata.
En 1989, fundó junto a Pancho Varona, convertido en su inseparable guitarrista, Ripio, una empresa editorial con la que a partir de ese momento registró todas sus canciones. En ese mismo año, el 16 de enero, nació su primera hija, Carmela Juliana, de su relación con Isabel Oliart (hija del político Alberto Oliart), y a quien dedicó la canción «Ay, Carmela» de su disco Vinagre y rosas de 2009. De nuevo sin el visto bueno del cantante, su antigua discográfica lanzó otro recopilatorio: Mucho Sabina.
Los discos y las giras se sucedieron en el comienzo de los noventa, a partir de la publicación de Mentiras piadosas (1990). Posteriormente aparecería Física y química (1992), del cual se vendieron más de un millón de discos y en el que contó con la colaboración de Andrés Calamaro en el tema «Pastillas para no soñar» y que popularizó en Sudamérica a través de una gran gira internacional de 188 conciertos. Le siguió Esta boca es mía (1994), álbum que fue el octavo más vendido en la lista anual de 1994 en España.
El 26 de julio de 1992, nació su segunda hija con Isabel Oliart, Rocío, y comenzó una relación sentimental con la modelo mallorquina Cristina Zubillaga. Junto a otros artistas, tomó parte de acciones de protesta por el cierre del Teatro Alfil en 1994. En junio, dio su apoyo a Izquierda Unida en las elecciones legislativas. Este mismo año participó, junto con otros importantes artistas, en la gira Mucho más que dos de Ana Belén y Víctor Manuel. En 1995 colaboró en el programa de televisión Con Hermida y compañía, presentado por Jesús Hermida.
En 1996, publicó Yo, mi, me, contigo, disco que le llevó de gira con más de 30 conciertos por España, que se iniciaron el 18 de julio en Gijón (Asturias), en compañía de Los Rodríguez y que prosiguieron por varios países de Latinoamérica, como Perú, México, Chile, Argentina y Uruguay. El disco fue el más vendido de la Asociación Fonográfica y Videográfica Española (AFYVE), con 80 000 copias vendidas en la semana de su estreno y el séptimo álbum más comprado en la lista anual de ese año en España. En él se incluía la canción «Y sin embargo» de la que Joaquín afirmó «Es mi canción de amor preferida».
En 1997 fue recibido por Fidel Castro, con quien conversó durante cinco horas y se embarcó en un proyecto con el músico argentino Fito Páez, que admiraba las cualidades poéticas de Sabina. El resultado fue el disco Enemigos íntimos, que salió a la venta en España en 1998, aunque la gira promocional programada fue suspendida por desavenencias entre los dos artistas. En esa oportunidad se cancelaron más de 70 conciertos que tenían vendidos y promocionados alrededor del mundo. El escándalo fue mayor cuando se conoció una carta que el mismo Joaquín Sabina le había escrito a Fito Páez en forma de poesía, donde resumía los motivos que determinaron el final de su relación laboral: «El rol del patito feo, no me va te lo aseguro, y menos el de hombre duro, que a ti te cuesta tan poco» recitaba Joaquín en la mencionada carta. Joaquín hizo una gira en solitario por teatros llamada Sabina, viuda e hijos en paños menores, de importante éxito y que destacó por la gran duración de los recitales, que llegaban a las tres horas. En esta gira se acompañó solamente de tres músicos: Pancho Varona —guitarra—, Antonio García de Diego —guitarra y teclados— y Olga Román —coros, percusiones y guitarra—. Tras romper con Cristina Zubillaga, comenzó a salir con una porteña de 23 años, Paula Seminara, relación que duró un año y medio.

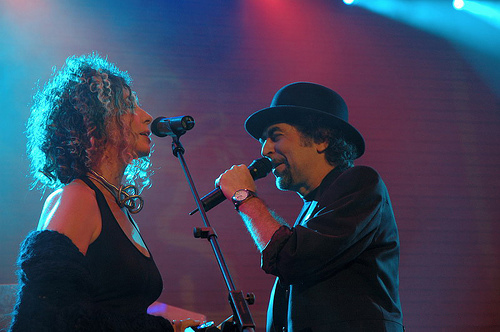
Joaquín Sabina y Olga Román durante un concierto, 2006.

Durante el mismo año 1998, Sabina colaboró con el cantautor argentino Charly García en su disco El aguante y cantó en el tema «Tu arma en el sur». En 1999 publicó 19 días y 500 noches, que fue el sexto álbum más liquidado en la lista anual de ese año en España y en el veinticinco en la lista anual del año siguiente, al vender en total 500 000 copias. Obtuvo cuatro de los Premios de la Música de la Sociedad General de Autores de España (SGAE) del año 2000, además del Premio Ondas como el mejor artista español en 1999 y el Premio Ondas a la mejor canción en 2000. Dentro de este disco se encuentran dos de sus canciones preferidas: «Una canción para la Magdalena» y «Noches de boda», esta última a dúo con la cantante Chavela Vargas, con quien años antes había entablado una estrecha amistad. Ese mismo año, su discográfica le homenajeó en el Hotel Palace de Madrid para celebrar el logro de vender más de cuatro millones de discos desde su primer disco en dicha discográfica, Juez y parte, hasta 19 días y 500 noches. En diciembre actuó en el segundo concierto Principales Solidarios, organizado por Los 40 Principales, junto a otros artistas como La Oreja de Van Gogh, Hevia y Celtas Cortos, con el objetivo de recaudar fondos a favor de los refugiados de la guerra de Los Balcanes.
En 2000, le otorgaron cuatro de los cinco galardones a los que estaba nominado en los Premios de la Música en las categorías de mejor autor pop, mejor artista pop, mejor disco del año y mejor canción del año por «19 días y 500 noches». Ese mismo año, comenzó la gira acústica Nos sobran los motivos, una revisión mejorada de En paños menores y, en septiembre, finalizó la gira eléctrica de 19 días y 500 noches. El 6 de noviembre, recibió el Premio Ondas a la mejor canción por «19 días y 500 noches».

### Problemas de salud (2001-2004)

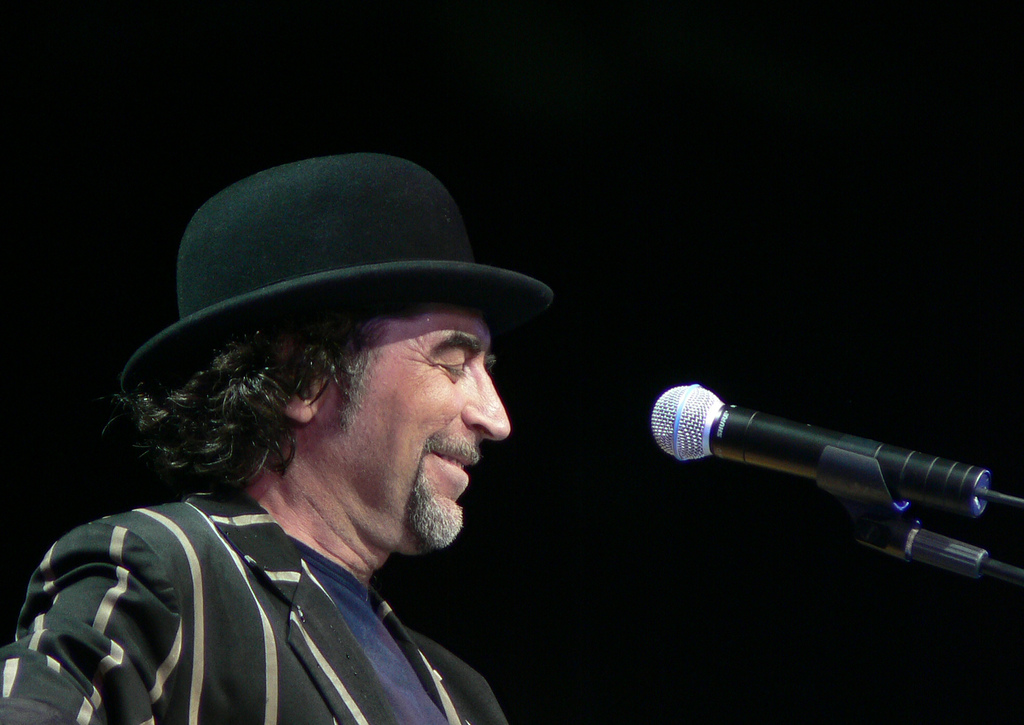
Durante un concierto en Gran Canaria en 2006.

La madrugada del 24 de agosto de 2001, tras la publicación ese mismo año del álbum Nos sobran los motivos, doble disco en directo, recopilatorio de la gira del mismo nombre, y que fue el sexto álbum más vendido en la lista anual de 2001 en España, sufrió un leve infarto cerebral, que puso su vida en peligro. Aunque pocas semanas más tarde se recuperó sin sufrir secuelas físicas, el incidente influyó en su forma de pensar y se vio inmerso en una importante depresión. Todo esto hizo recapacitar al cantante sobre su modo de vida y su relación con las drogas, por lo que decidió dejar de consumir cocaína y afirmó que «por las drogas sólo siento nostalgia». Sin embargo, en la entrevista durante el documental Joaquín Sabina - 19 días y 500 noches él mismo indicó que había dejado de consumir cocaína cuatro meses antes de su accidente cerebrovascular. Durante ese tiempo, también logró dejar de fumar durante 8 meses y llegó a confesar que «fueron los ocho meses más largos de mi vida». Decidido a relanzar a su amiga María Jiménez, le cedió sus temas para que lanzara el disco Donde más duele y cantó con ella el tema «Con dos camas vacías».
En 2002, año en que posó desnudo para El País Semanal, salió a la venta el libro Con buena letra, que incluía ilustraciones y las letras de todas sus canciones, y el disco Dímelo en la calle, que la crítica consideró como uno de los álbumes más importantes de ese año, y que se dio a conocer con el sencillo «69.G». También contenía el tema «Como un dolor de muelas», escrito parcialmente por Pancho Varona y el subcomandante Marcos, portavoz del Ejército Zapatista de Liberación Nacional (EZLN) y líder del levantamiento zapatista en Chiapas (México) el 1 de enero de 1994. Ese disco también comprendía la canción «Semos diferentes», que formaba parte de la banda sonora de la película Torrente 2: Misión en Marbella, y por la que obtuvo una nominación a los Premios Goya de 2002 como «mejor canción original». Dicho álbum se posicionó como el decimosexto más vendido en la lista anual de 2002 en España. Sabina suspendió la gira programada para promocionar el álbum y adujo problemas en las cuerdas vocales, aunque posteriormente haría público que el verdadero motivo fue la depresión que sufría. Sin embargo, en abril de 2003 sacó un nuevo disco doble, Diario de un peatón, que integraba Dímelo en la calle con un segundo CD donde presenta algunos de sus temas recientes y otros antiguos que seguían inéditos. En el disco contó con la colaboración de Pablo Milanés en «La canción más hermosa del mundo», que antes ya había versionado con Pasión Vega.
En este tiempo seguía bajo los efectos de la depresión y redujo su actividad musical, pero potenció enormemente su faceta literaria como poeta. Como muestra de apoyo, surgió el proyecto que finalizaría con el disco Entre todas las mujeres, aparecido en octubre de 2003, donde trece artistas femeninas, como Rosario Flores, Ana Belén, Chavela Vargas o Julieta Venegas, versionaron varios de sus temas.
Pese a su enfermedad, compuso e interpretó en 2003 «Motivos de un sentimiento», el himno del Centenario del club de fútbol del que siempre se declaró fiel seguidor, el Atlético de Madrid. Se encargó de dar forma a tres versiones diferentes: una instrumental, otra al estilo de las chirigotas gaditanas y una última con sonido rock, esta última cantada por Rosendo Mercado, Germán «Mono» Burgos, Lichis —cantante de La cabra mecánica—, Josele Santiago y él mismo. En 2004 creó con unos socios el restaurante La Cantina de la Mordida, en Madrid. Ese mismo año, compuso la canción «La rubia de la cuarta fila» para la banda sonora de la película Isi/Disi. Amor a lo bestia, con la que obtuvo de nuevo una nominación a los Premios Goya de 2005 como mejor canción original. También participó en el proyecto colectivo en homenaje al poeta Pablo Neruda en su centenario, de título Neruda en el corazón.

### Recuperación y vuelta a la actividad (2005-2010)

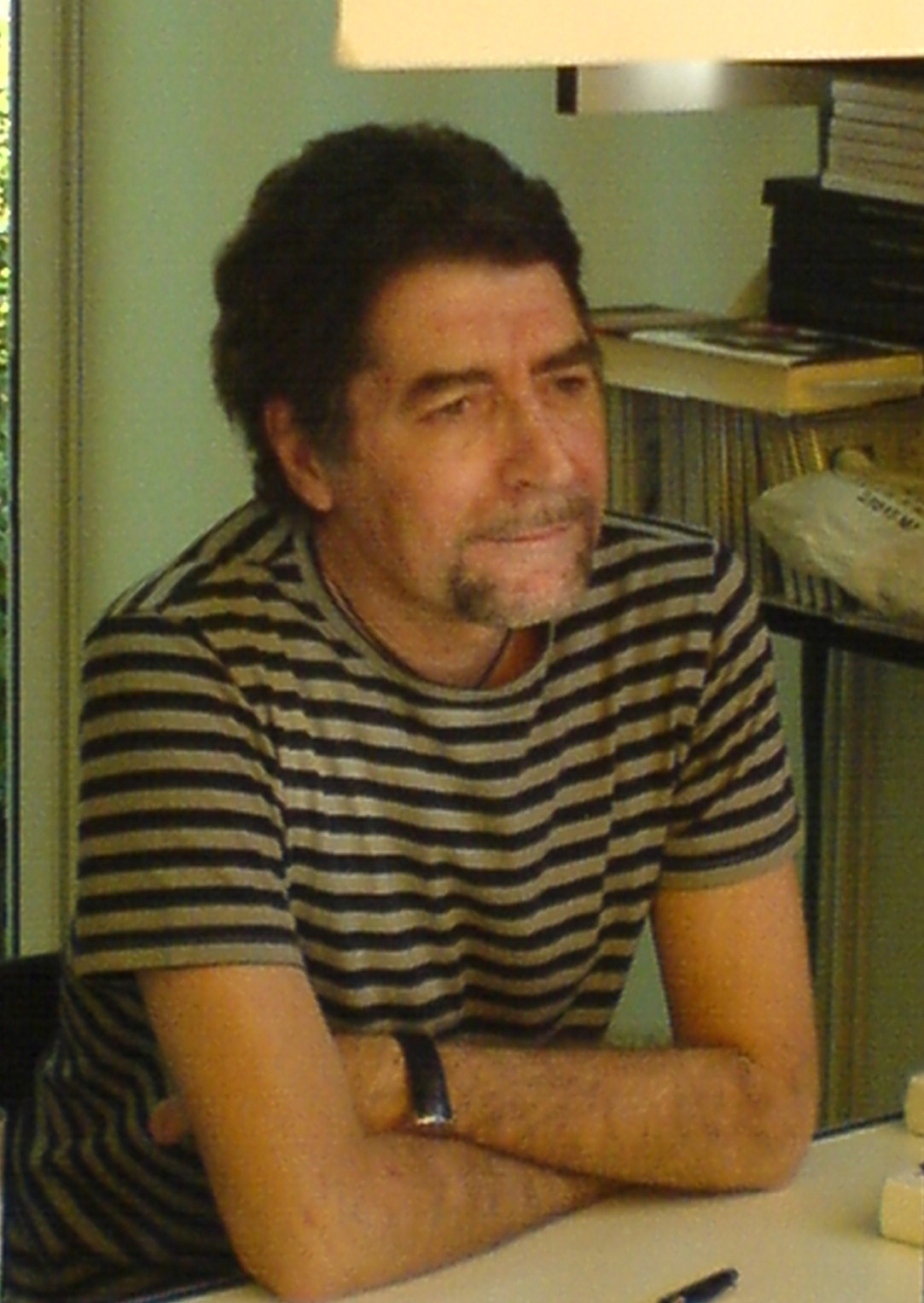
Joaquín Sabina en la Feria del Libro de Madrid en 2007.

En 2005, el alcalde de Madrid Alberto Ruiz-Gallardón le ofreció ser el pregonero de las fiestas de San Isidro, patrón de la ciudad, honor que Sabina aceptó componiendo un pregón en verso que tuvo gran acogida popular. Publicó el disco Alivio de luto y gracias a ello y a su dedicación a la literatura logró salir de la depresión. Fue el octavo álbum más vendido en la lista anual de 2005 en España y certificado con dos discos de platino. También publicó la segunda edición de Con buena letra, donde incluyó letras de canciones escritas por encargo o para amigos, para cine y televisión, y correspondientes a su disco Alivio de luto.
Regresó a los escenarios con la Gira ultramarina, en formato acústico y en pequeños escenarios o teatros, y supuso el retorno del artista después de más de tres años de inactividad, rodeado de sus músicos habituales, Pancho Varona, Olga Román, Antonio García de Diego y Pedro Barceló. Uno de los conciertos de esa gira, en la ciudad de Gijón, fue suspendido por una laringitis aguda, lo que dio una vez más lugar a comentarios en la prensa y entre el público acerca de su estado de salud.
En el año 2006, tras concluir la Gira ultramarina, comenzó otra serie de conciertos bajo el nombre Carretera y top manta. Esta referencia a la piratería musical le llevó a un agrio enfrentamiento con el cantante Ramoncín, miembro de la junta directiva de la SGAE. La gira tuvo carácter eléctrico y se realizó en grandes escenarios y comenzó en Gijón —resarciéndose así de lo que él mismo llamó «gatillazo»— y terminó a finales de año, después de recorrer gran parte de la geografía española, en Sudamérica.

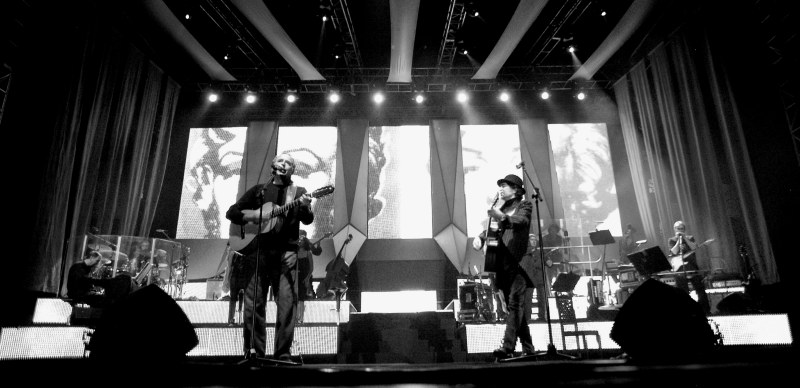
Joaquín Sabina y Joan Manuel Serrat durante su gira Dos pájaros de un tiro en Quito (Ecuador).

Ese mismo año apareció un nuevo libro de entrevistas con Sabina bajo el título Sabina en carne viva. Su autor fue Javier Menéndez Flores, que ya escribió otro anterior, Perdonen la tristeza, en el año 2000. El nuevo libro fue un éxito de ventas, aunque estuvo momentáneamente apartado de las librerías por motivos de lucha editorial. Al mismo tiempo, comenzó a colaborar con la revista Interviú, que le cedió la tercera página para publicar sus sonetos. En octubre de dicho año, recibió de manos del rey Juan Carlos la Medalla de Oro al mérito en las Bellas Artes. Un mes después, en noviembre, se publicó la doble caja antológica Punto... y seguido, que contenía todos sus discos, más colaboraciones, directos y rarezas.
En 2007 realizó una gira junto a Joan Manuel Serrat llamada Dos pájaros de un tiro, que comenzó el 29 de junio y que los llevó por 30 ciudades españolas y 20 americanas. En ella, el catalán interpretó las mejores canciones del ubetense mientras este hacía lo propio con el repertorio del noi del Poble-sec. De los conciertos celebrados en Madrid se grabó un disco en directo y un DVD con más material que se puso a la venta en diciembre de 2007. El directo fue el segundo álbum más vendido en la lista anual de 2007 en España y el cuarto en la lista anual del año siguiente, al vender en total 320 000 copias y obteniendo así la certificación de cuatro discos de platino.

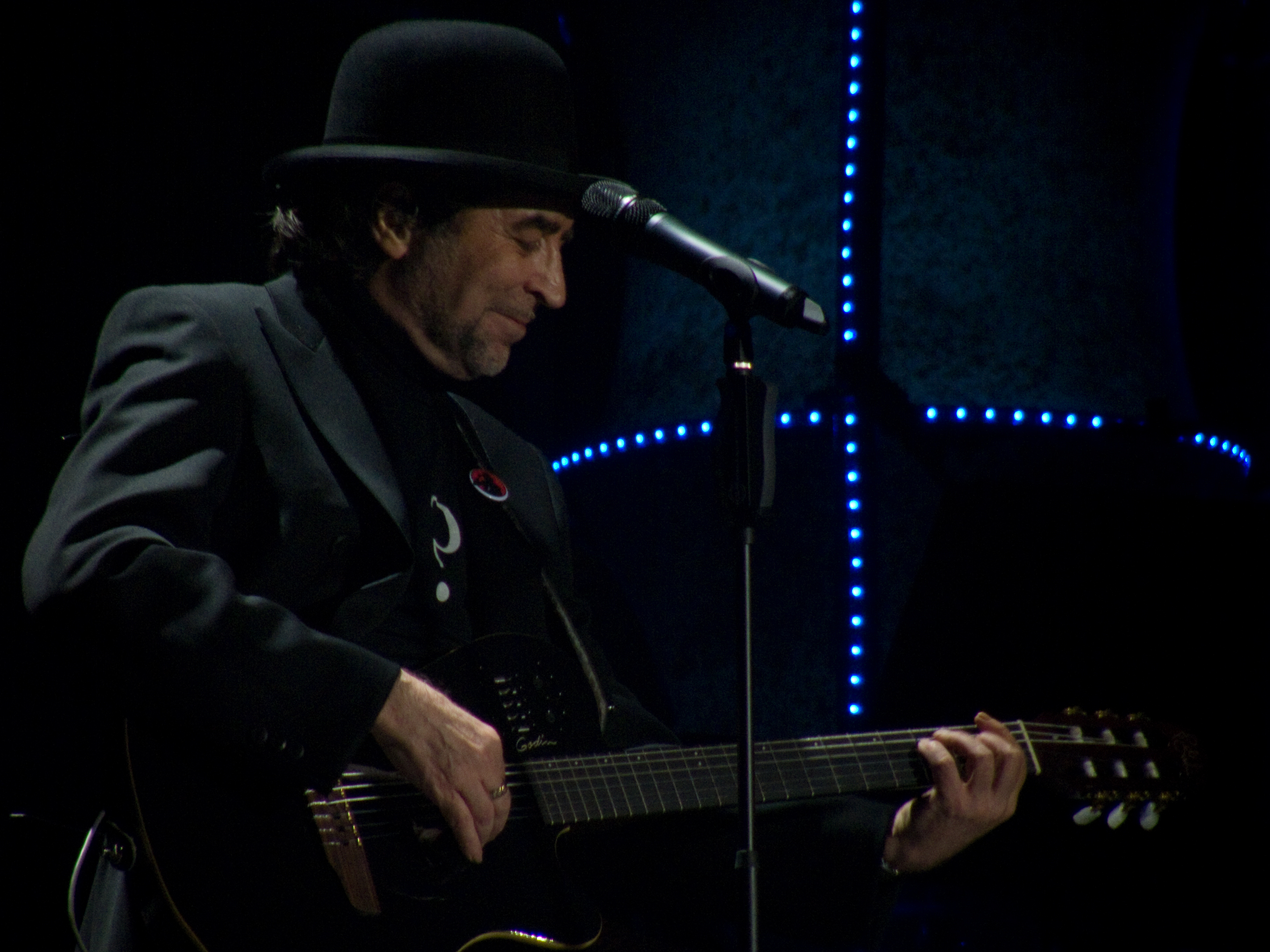
Joaquín Sabina tocando la guitarra durante un concierto de la gira Vinagre y rosas en Madrid el 15 de diciembre de 2009.

En ese mismo año compuso la banda sonora de la película Un mundo para Julius, basada en la novela homónima de Alfredo Bryce Echenique, que interpretaron Ana Belén y Luz Casal. También sacó a la venta Esta boca sigue siendo mía, segunda parte de los sonetos publicados para Interviú, y A vuelta de correo, epistolario que recoge la correspondencia entre el cantautor y diferentes personalidades como el subcomandante Marcos o Fito Páez, entre otros.
En 2008, el director neerlandés Ramon Gieling dirigió una película sobre la vida de Joaquín Sabina titulada «19 días y 500 noches» y cuyo tema principal es la depresión que sufrió hacía unos años. Ese mismo año se concretó la reconciliación y posterior encuentro entre Sabina y Fito Páez. Éste lo invitó a su recital en Madrid y juntos grabaron una versión de «Contigo», que estaba incluida en el último CD del artista argentino titulado No sé si es Baires o Madrid. El encuentro está registrado también en el DVD que acompañó al disco.
El 5 de marzo de 2009 se anunció la concesión a Joaquín Sabina, junto a José Tomás, Raúl González Blanco y Paloma O'Shea, de la Medalla de Oro de la Ciudad de Madrid que otorga anualmente el Ayuntamiento como reconocimiento a personajes públicos que han contribuido con su trabajo a fomentar la buena imagen de la ciudad. El galardón lo recibió el 15 de mayo del mismo año. El 17 de noviembre de ese año publicó su decimoquinto álbum de estudio, titulado Vinagre y rosas y cuyo sencillo, «Tiramisú de limón», lo cantaba junto al grupo Pereza, el cual se encargó además de ponerle música así como de los coros y la producción. Para presentar ese nuevo álbum, inició una gira en Salamanca, donde dio sus dos primeros conciertos los días 20 y 21 del mismo mes. Esta gira, según afirmó, sería la última que realizara por grandes escenarios. El álbum fue el más vendido en la lista anual de 2009 en España y el séptimo en la lista anual del año siguiente, certificado con un total de cinco discos de platino. El 16 de noviembre de 2010, la revista Rolling Stone le otorgó el premio como Artista del año.

### Su musical y debut en Estados Unidos (2011-presente)

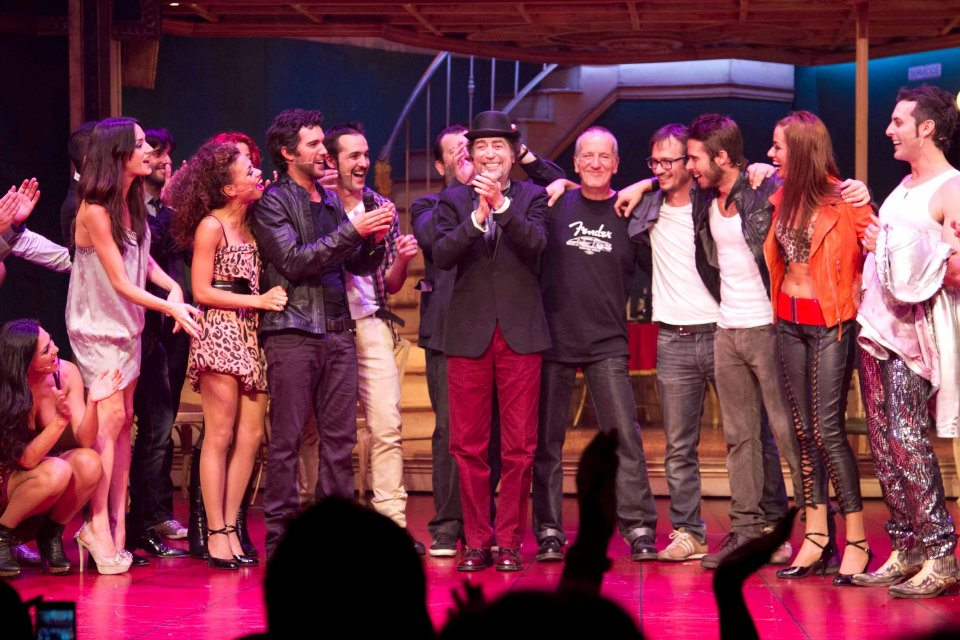
Joaquín Sabina y Pancho Varona junto a todo el elenco del musical Más de cien mentiras el día del estreno de la obra.

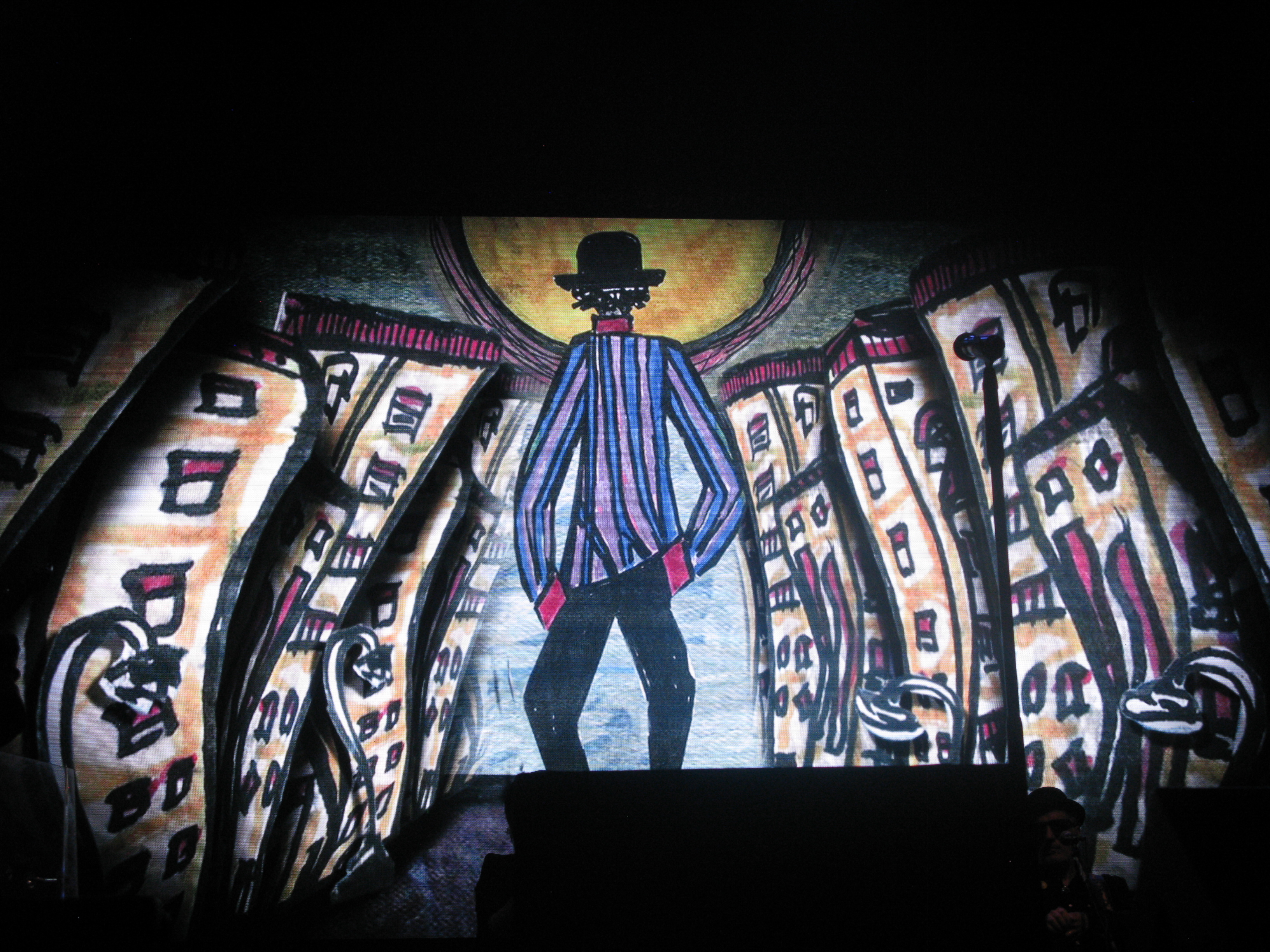
Joaquín Sabina utilizó algunos de sus dibujos durante la gira «500 noches para una crisis» de 2015.

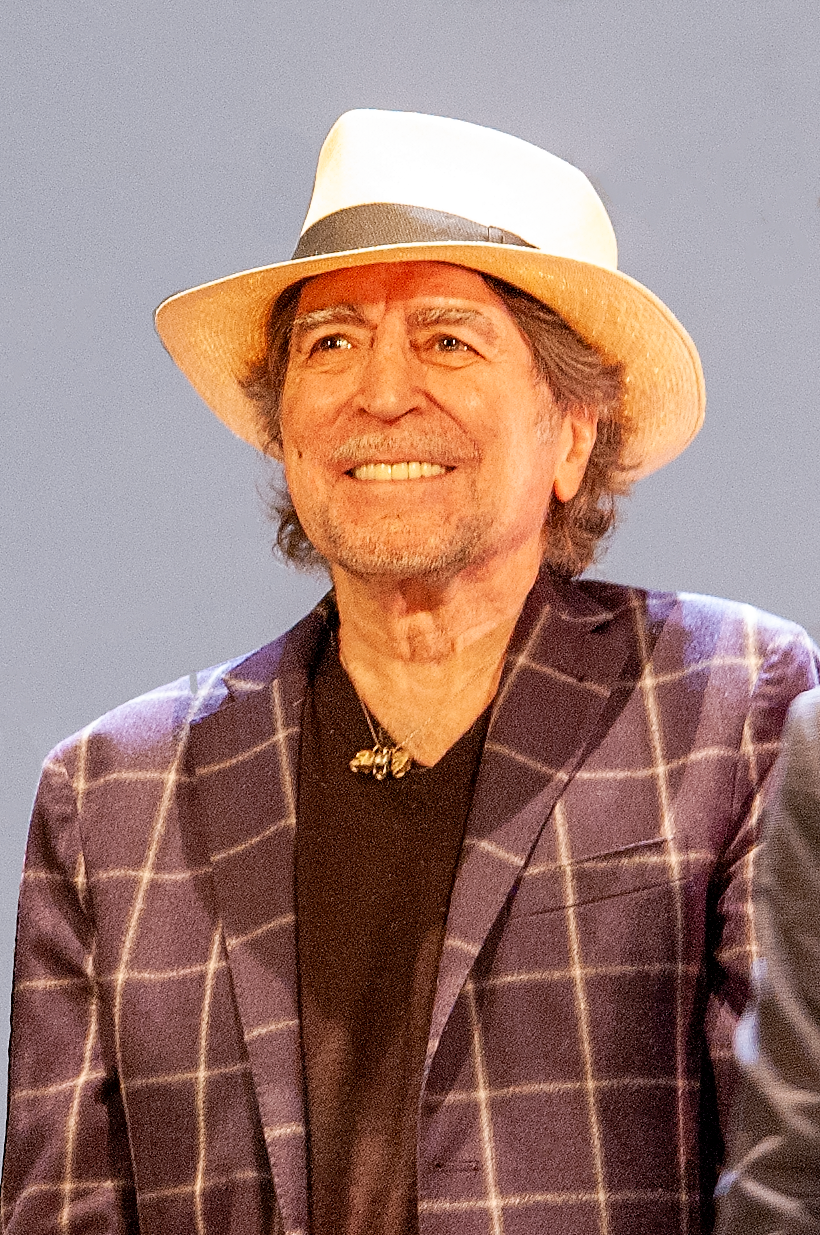
Sabina recibiendo el Premio Ciudad de Alcalá de las Artes y las Letras en 2022.

En 2011, el cantante inició la gira El penúltimo tren en la que recorrió Latinoamérica y en la que tenía previsto cantar por primera vez en Estados Unidos. Sin embargo, en mayo de 2011, Sabina suspendió los conciertos en ciudades mexicanas y estadounidenses debido a una «diverticulitis aguda con riesgo de complicaciones» y los pospuso para el mes de octubre. Ya recuperado, regresó a los escenarios el 2 de julio en el festival Músicos en la naturaleza, celebrado en Hoyos del Espino (Ávila), en el que actuó junto a Andrés Calamaro. Finalmente, pudo actuar en el Manhattan Center de Nueva York el 16 de octubre, en el que fue su primer concierto en Estados Unidos. Dentro de su gira, también actuó en el Nokia Theater de Los Ángeles el 20 de octubre y la finalizó el 23 de octubre en el American Airlines Arena de Miami. El 6 de octubre de ese mismo año se estrenó el musical Más de cien mentiras, basado en sus canciones y dirigido por David Serrano y con el propio cantante como director musical, en compañía de Pancho Varona y José María Cámara.
El 6 de febrero de 2012, presentó junto a Joan Manuel Serrat, La orquesta del Titanic, su primer álbum de estudio grabado con el cantautor catalán. Además, anunciaron una gira de presentación del disco que los llevaría por Argentina, Chile, México, Estados Unidos, Costa Rica y España. En la campaña electoral de las Elecciones al Parlamento de Cataluña de 2012, dio su permiso para que el partido Ciudadanos-Partido de la Ciudadanía utilizara los versos de «Anteproyectos para la letra del himno nacional (con perdón)» en dicha campaña.
En 2013, publicó el libro Muy personal, que incluía dibujos, poemas empezados y letras de canciones inacabadas. Era la primera vez que publicaba sus obras plásticas —denominados «garabatos» por el artista— pintadas con rotuladores y extraídas de una quincena de cuadernos ilustrados. Los dibujos estaban incluidos entre fragmentos de poemas, de reflexiones personales, esbozos de letras de canciones, impresiones sobre sus conciertos, comentarios de sus viajes y entradas de un diario frustrado. El 16 de octubre de 2015, lanzó la caja Puro Sabina, que contenía trabajos de estudio y en directo, tanto en solitario como al frente de Viceversa, la banda que lo acompañó a mediados de los ochenta.
El 3 de febrero de 2016, puso a la venta Garagatos, un cuaderno de artista que comprendía un libro de arte, el libro Garagatos y un desplegable de casi tres metros de largo. El libro de arte constaba de 66 dibujos facsimiles en forma de láminas de diferente tamaño. Cada dibujo estaba acompañado por fragmentos de canciones, versos o «guiños de humor» del propio Sabina. En el libro Garagatos, diferentes personalidades hablaban sobre las influencias, arquetipos y personajes empleados por el artista en su obra. Poco antes, se había sometido con éxito a una operación de estómago por una diverticulitis con riesgo de acabar en peritonitis. Ese mismo mes, fue nombrado Hijo Predilecto de Andalucía, título concedido por la Junta de Andalucía.
El 10 de marzo de 2017, estrenó su álbum Lo niego todo, producido por Leiva y en el que colaboró el poeta Benjamín Prado. Además, lo nombraron Hijo Predilecto en su ciudad natal, Úbeda. El 18 de junio de 2018, Sabina se vio en la obligación de cancelar la gira de Lo niego todo por problemas de salud, al quedarse «totalmente mudo» durante el concierto celebrado el 16 de junio en el WiZink Center de Madrid.
El 12 de febrero de 2020 sufrió una caída durante el concierto que daba junto a Joan Manuel Serrat en el WiZink Center de Madrid como parte de su gira No hay dos sin tres. El cantante se precipitó del escenario hasta caer al foso de seguridad, desde una altura de al menos un metro y medio. Al cegarse con un foco, no se dio cuenta de que se encontraba en el mismo borde de las tablas, perdió pie y cayó al foso de seguridad entre el escenario y las primeras filas del público. Como consecuencia de la caída, sufrió un hematoma intracraneal. Tras el incidente, el propio Sabina salió en silla de ruedas al escenario, acompañado de Serrat, para aplazar el concierto y anunciar al público que se iba al hospital porque se había hecho daño en un hombro. Tuvo que ser operado, con éxito, e ingresado en la UCI. Ese mismo año, Atresplayer estrenó una serie documental sobre Sabina, denominada Pongamos que hablo de Joaquín Sabina. También le concedieron el Premio Ondas por su trayectoria. En 2021, la Academia Latina de Artes y Ciencias de la Grabación anunció que le entregaría el Premio a la Excelencia Musical de los Premios Grammy Latinos, junto a Martinho da Vila, Emmanuel, Sheila E. & Pete Escovedo, Fito Páez, Milly Quezada y Gilberto Santa Rosa. Afirmaban que el cantante «elevó el arte de escribir canciones en español a alturas inesperadas, creando un universo musical caracterizado por su poesía excéntrica pero sencilla y sus agudas observaciones sociopolíticas que han influido a varias generaciones».
En 2022, se estrenó en el Festival de Cine de San Sebastián el documental Sintiéndolo mucho, una película dirigida por el realizador español Fernando León de Aranoa y en la que colaboró el exmiembro de la banda Pereza, Leiva, como compositor de la banda sonora. Se trata de un documental intimista en el que León de Aranoa muestra a Sabina en diferentes aspectos de su vida cotidiana, con grabaciones realizadas durante varios años de seguimiento del artista y que muestra aspectos ocultos de su biografía. En el mismo, aparecen amigos reunidos en el piso del cantautor o imágenes de su gira por México. El 15 de noviembre de 2022, el músico Pancho Varona anuncia a través de sus redes la decisión de Sabina de no contar con él en la siguiente gira que estaba preparando, rompiendo así con el vínculo de más de 40 años entre ambos músicos. Esta noticia causó gran revuelo en redes sociales a gran parte del público, al no recibir ninguna explicación por parte del cantautor de la ruptura con el músico más activo y más veterado de la formación, tanto en estudio como en directo. En 2023 volvió a los escenarios con su nueva nueva gira «Contra todo pronóstico».
En julio de 2024 anunció su retirada de los escenarios con la que será su última gira titulada genéricamente «Hola y adiós», que tiene previsto arrancar en febrero de 2025.
En octubre de 2024 dio a conocer las fechas de su última gira, que visitaría ciudades como: Santa Cruz de Tenerife, Málaga, Madrid, Palma de Mallorca, Zaragoza, Pamplona, Murcia, Alicante, Valencia, Bilbao, Gijón, Santander, Sevilla, La Coruña, Granada y Barcelona.

## Obra

### Influencias[a]

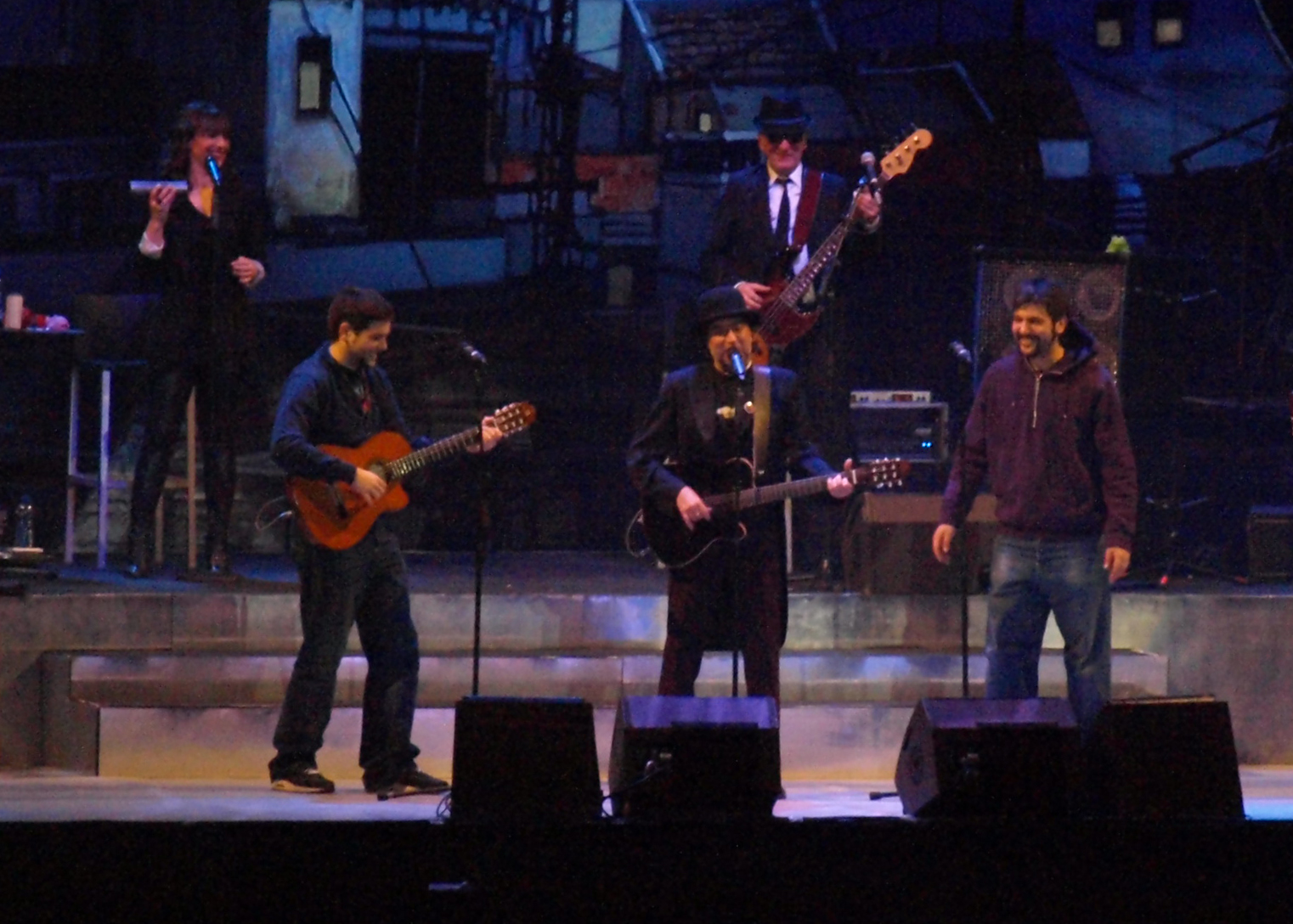
Sabina en concierto con Estopa en el Palau Sant Jordi a finales de 2009.

La obra literaria de Sabina no es la propia de un poeta, ya que gran parte de sus composiciones son canciones. Para Juan Pablo Neyret, «su vida no es menos importante que su obra, más allá de la autorreferencialidad que presentan las letras de sus canciones». Sobre este tema, Marcela Romano apunta en ¿La enunciación en persona?, que «al modelo de productor individual, discretamente implicitado en la escritura, sucede otro fuertemente explícito, presente, quien, simultáneamente con el texto, exhibe la voz, el cuerpo, los gestos, la vestimenta», al que denomina «sujeto espectacular». Aunque en los libros editados sobre Joaquín Sabina —al margen de los libros de poemas— aparezcan referencias a su obra, la mayor parte de ellos son biografías y recopilaciones de anécdotas, lo que para Neyret denota la «exhibición de la persona» del artista y afirma que «la exposición del artista posmoderno va mucho más allá y llega hasta los programas de televisión y de radio, sitios de internet, revistas de interés general y prensa del corazón, es decir, el sistema de producción y consumo del llamado mundo del espectáculo».
Neyret considera que justo después de la publicación en 1978 de Inventario, su primer disco, Joaquín Sabina se «emancipa de la musicalización de la poesía y lo que precisamente lo caracteriza es, salvo en muy contados casos de coautoría o de interpretación de canciones de otros autores, la preeminencia de sus letras, tanto en el sentido de que estas son dominantes absolutas en su cancionero como en el de que posee una intervención limitada en su musicalización». De esta se encargaron, fundamentalmente desde mediados de los años 1980, Pancho Varona y Antonio García de Diego. Cabe destacar que el único texto de los poemas que forman las canciones de Inventario que Sabina musicalizó fue un texto medieval titulado el «Romance de la gentil dama y el rústico pastor». Sabina, siguiendo la práctica bastante extendida entre los cantautores españoles e hispanoamericanos a partir de la década de 1960, escogió un texto de hacía varios siglos y que era cantado y lo remusicalizó. En él aparecen varios temas que usaría más tarde en sus canciones, como el amor, el sexo, el rechazo a la pareja formalizada y el estereotipo del varón solitario.
En sus estudios, Heinrich Wölfflin consideraba que el arte se desarrolla en períodos sucesivos de afirmación y de crisis. Neyret valora al Barroco como un período de crisis y lo vincula con la posmodernidad debido a su «pesimismo e ironía esenciales». Lola Pérez Costa vincula algunas canciones de Sabina, como «Calle Melancolía», «Inventario» o «Siete crisantemos», con el Barroco. Relaciona ese período, que «expresa la conciencia de una crisis, visible en los agudos contrastes sociales, el hambre, la guerra y la miseria», con la España en los años 1980, época en la que se publicó la canción «Calle Melancolía», y que se caracterizó por ser «una sociedad marcada por el paro, la desesperanza, el miedo atómico, la frustración laboral y académica, el absentismo, el terrorismo... junto con unas ganas de vivir a toda prisa, cierta euforia cultural, la confianza en las instituciones democráticas; y todo ello cifrando su hipotética salvación en un individualismo abrumador». Esta situación se reflejaba en «Calle Melancolía», en la que aparecen versos con amargos desengaños («no hallo más que puertas que niegan lo que esconden»); dolor vital («por las paredes ocres se desparrama el zumo / de una fruta de sangre crecida en el asfalto»), desesperación («me enfado con las sombras que pueblan los pasillos»), desamparo («trepo por tu recuerdo como una enredadera / que no encuentra ventanas donde agarrarse»), y, posiblemente, los versos que definen la España de los primeros años del posfranquismo: «un barco enloquecido / que viene de la noche y va a ninguna parte».

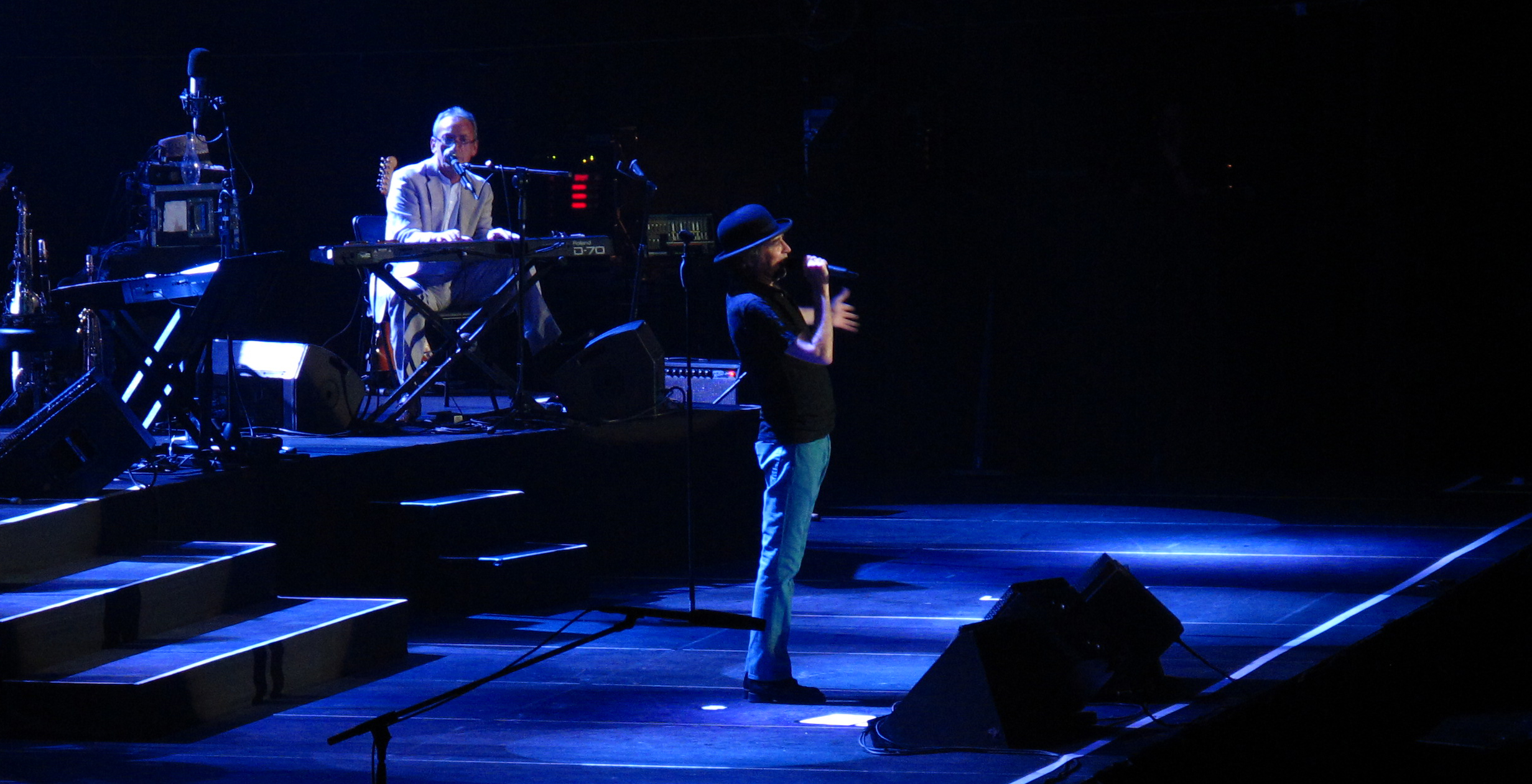
Sabina en el Movistar Arena de Santiago de Chile en marzo de 2011.

Las letras de Sabina están influidas por una gran variedad de estilos y artistas, que van desde el rock anglosajón —con autores como Bob Dylan, Leonard Cohen o The Rolling Stones—, el folclore latinoamericano —como por ejemplo, Atahualpa Yupanqui, Violeta Parra, Chavela Vargas o José Alfredo Jiménez—, el tango —Enrique Santos Discépolo, Homero Manzi o Celedonio Flores— o la canción melódica francesa de Georges Brassens, hasta poetas vanguardistas hispanoamericanos como César Vallejo, así como Pablo Neruda, Raúl González Tuñón y Rafael Alberti o a los autores que forman parte de sus primeras lecturas en su juventud, que incluyen a Fray Luis de León y Jorge Manrique, así como el resto de la tradición española.
Por encima de todos estos autores, destaca la influencia de Francisco de Quevedo, aunque Sabina insiste en que su máxima influencia entre la poesía española contemporánea es la de Jaime Gil de Biedma. Para Neyret, el sarcasmo, la ironía y la mordacidad son determinantes en la obra poética de Joaquín Sabina, al igual que en la de Quevedo. Del mismo modo, las características formales básicas del Barroco son evidentes en sus letras: «léxico de uso corriente entrelazado con cultismos, equívocos, retruécanos, contrastes y antítesis, así como construcciones anafóricas y enumeraciones asindéticas, estos últimos, las dos principales tropos de la poética sabiniana».
Para Juan Pablo Neyret, los discos más significativos y en los que Sabina alcanza la «cumbre de su barroquismo», por encima del resto de álbumes de su discografía, son Yo, mí, me, contigo y 19 días y 500 noches. El primero está lleno «deliberadamente de lecturas en clave» y en el segundo «se muestra definitivamente dueño de sus recursos de estilo». Se pueden establecer comparaciones entre la canción «Contigo» de Sabina y el soneto de Quevedo «Amor constante más allá de la muerte».
Sabina ha manifestado en reiteradas ocasiones una admiración por su compatriota la cantante María Dolores Pradera, con quien grabó en 2007 la canción «Jugar por jugar» para el disco En buena compañía de la artista. Esto los llevaría a fortalecer una amistad antigua que Sabina transcribió en las Coplas a María Dolores Pradera que le dedicó en la presentación de Canciones del alma, que grabó Pradera en 2003.

### Discografía oficial
- Inventario (1978)
- Malas compañías (1980)

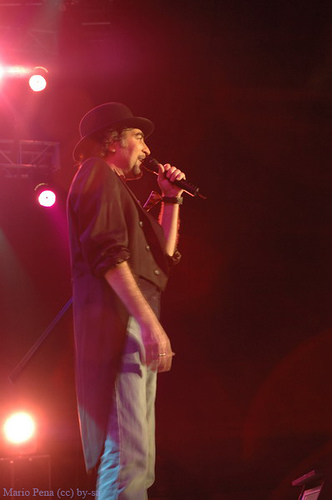
Joaquín Sabina durante un concierto de la gira Carretera y top manta, con sus típicos chaqué y bombín.

- La mandrágora (1981), con Alberto Pérez y Javier Krahe
- Ruleta rusa (1984)
- Juez y parte (1985), con  Viceversa
- Joaquín Sabina y Viceversa en directo (1986), con  Viceversa
- Hotel, dulce hotel (1987)
- El hombre del traje gris (1988)
- Mentiras piadosas (1990)
- Física y química (1992)
- Esta boca es mía (1994)
- Yo, mi, me, contigo (1996)
- Enemigos íntimos (1998), con Fito Páez
- 19 días y 500 noches (1999)
- Nos sobran los motivos (2000)
- Dímelo en la calle (2002)
- Alivio de luto (2005)
- Dos pájaros de un tiro (2007), con Joan Manuel Serrat
- Vinagre y rosas (2009)
- La orquesta del Titanic (2012), con Joan Manuel Serrat
- En el Luna Park (2012), con Joan Manuel Serrat
- 500 noches para una crisis (2015)
- Lo niego todo (2017)
- Lo niego todo en directo (2018)

### Obra literaria

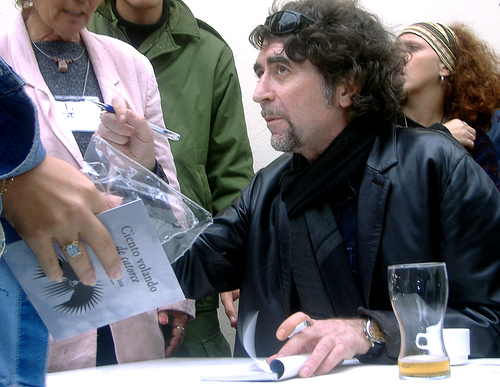
Joaquín Sabina, en 2006, firmando ejemplares de su libro Ciento volando de catorce en La Habana (Cuba).

#### Cancioneros
- Memoria del exilio (Londres: Nueva Voz, 1976), libreto de canciones publicado durante su exilio
- De lo cantado y sus márgenes (Granada: Diputación de Granada, 1986), letras de su disco Inventario
- El hombre del traje gris (Madrid: Ripio, 1989), partituras
- Con buena letra (Barcelona: Temas de Hoy, 2002; ampliado en 2005 y 2010), recopilación de letras

#### Poemarios
- Ciento volando de catorce (Madrid: Visor, 2001), sonetos
- Esta boca es mía (Barcelona: Ediciones B, 2005), versos satíricos publicados en el semanario Interviú
- Esta boca sigue siendo mía (Barcelona: Ediciones B, 2007), versos satíricos publicados en el semanario Interviú
- El grito en el suelo (Madrid: Visor, 2012), poemas editados en el diario Público
- Muy personal (Barcelona: Planeta, 2013), dibujos, poemas empezados y letras de canciones inacabadas
- Garagatos (Barcelona: Artika, 2016), cuaderno de artista que incluye un  libro de arte, el libro Garagatos y un desplegable de casi tres metros de largo
- En román paladino (Úbeda: Juancaballos de Poesía, 2018), versos publicados en la revista mensual tintaLibre

#### Correspondencia
- A vuelta de correo (Madrid: Visor, 2007), epistolario con personalidades como el subcomandante Marcos o Fito Páez, entre otros

## Premios y distinciones

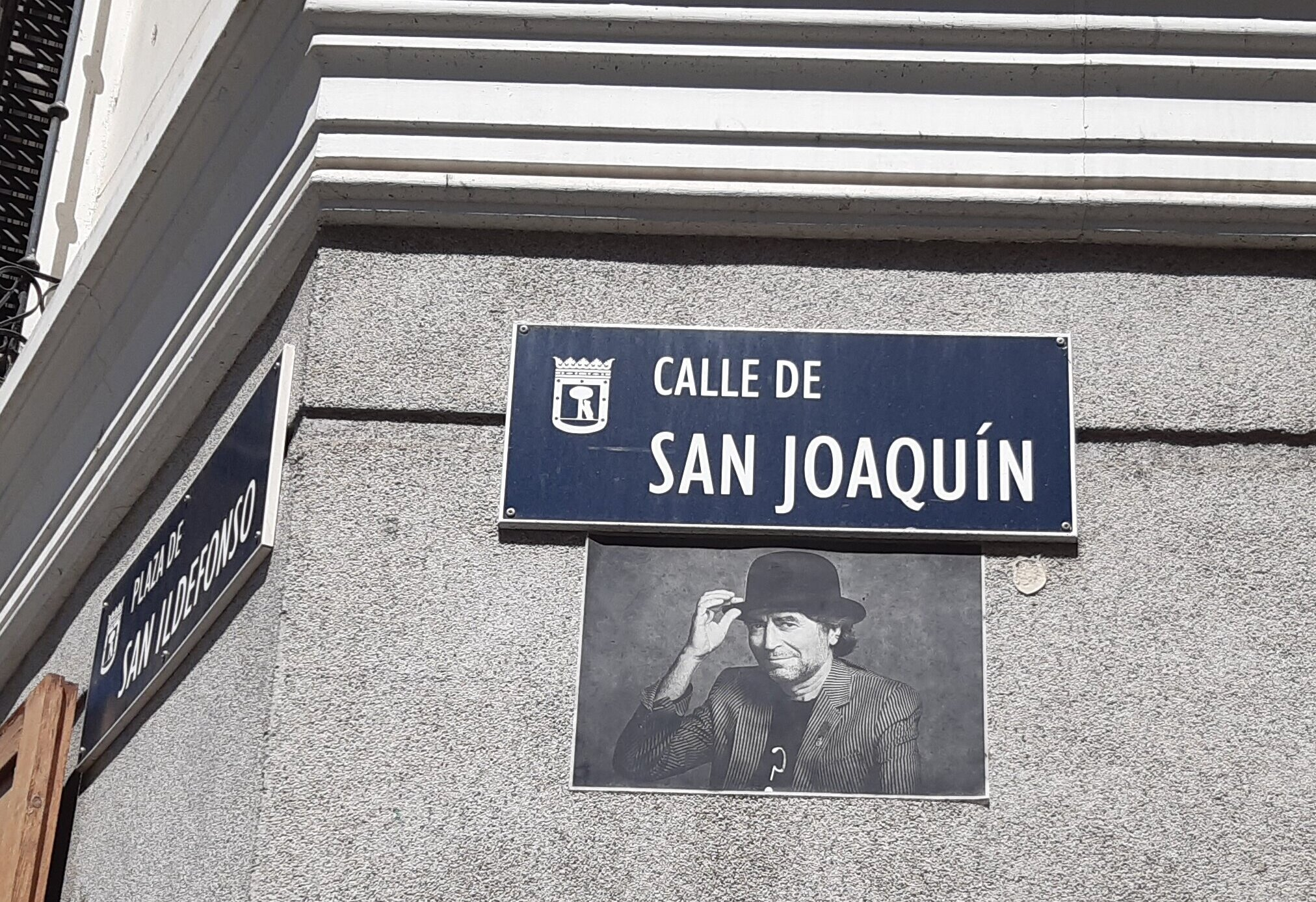
Homenaje espontáneo a Joaquín Sabina en el barrio de Malasaña de Madrid.

- Medalla de Plata de Andalucía (1988)[23]
- Premio Ondas al mejor artista español (1999)[34]
- Premio Ondas a la mejor canción por «19 días y 500 noches» (2000)[35]
- Medalla de Oro al mérito en las Bellas Artes (2000)[63]
- Nominación al Premio Goya a la mejor canción original (2002)[45]
- Nominación al Premio Goya a la mejor canción original (2005)[45]
- Medalla de Oro de la Ciudad de Madrid (2009)[72]
- Hijo Predilecto de Andalucía (2016)[91][92]
- Hijo Predilecto y Medalla de Oro de Úbeda (2017)[94]
- Premio Ondas a la trayectoria musical (2020)[101]
- Premio Grammy Latino a la Excelencia Musical (2021)[102]
- Premio Ciudad de Alcalá de las Artes y las Letras (2022)[117]
- Premio Goya a la mejor canción por «Sintiéndolo mucho» (2023)